# Buste de Pouchkine à Kharkiv

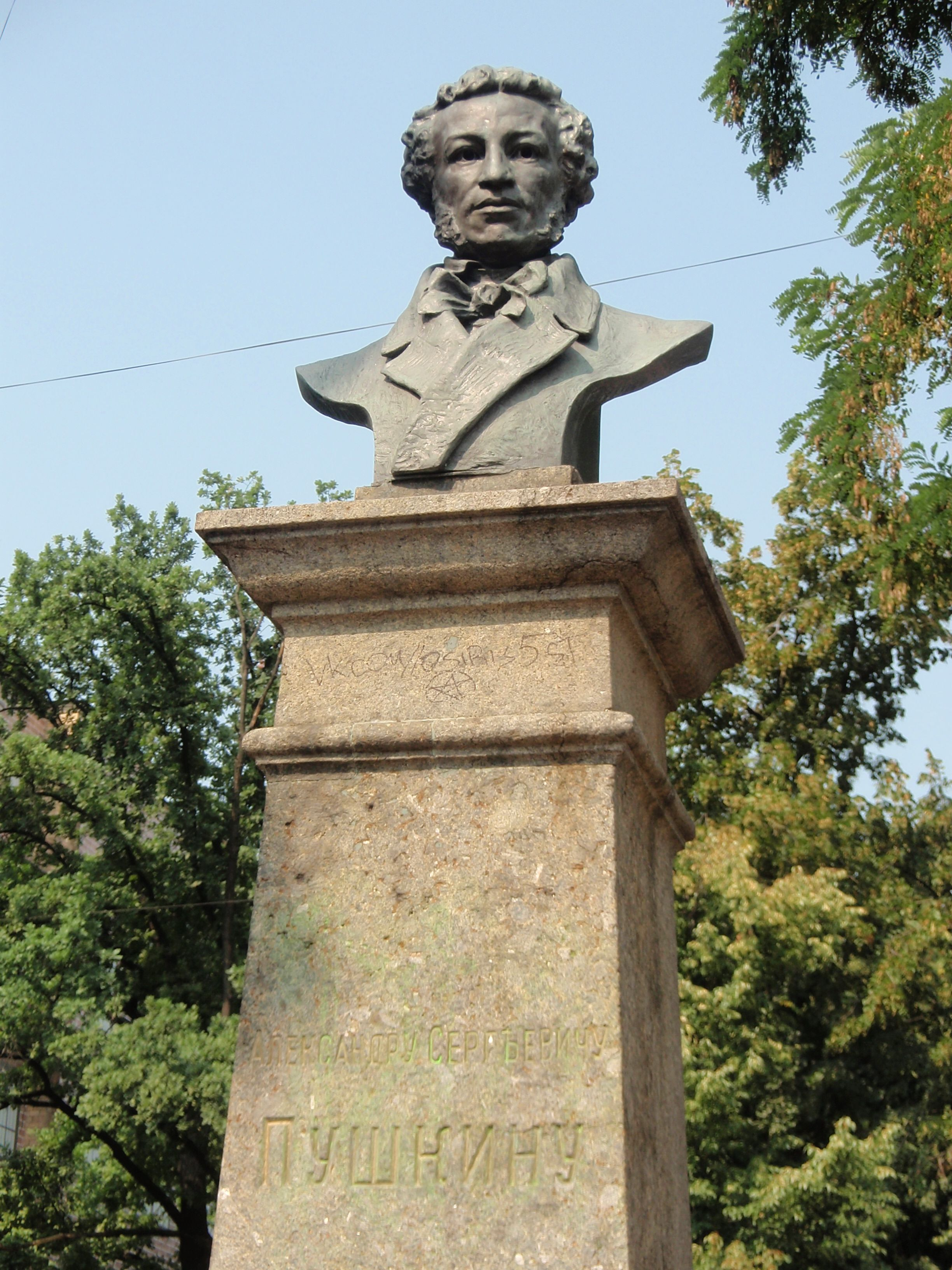
Vue du buste de Pouchkine en janvier 2016.

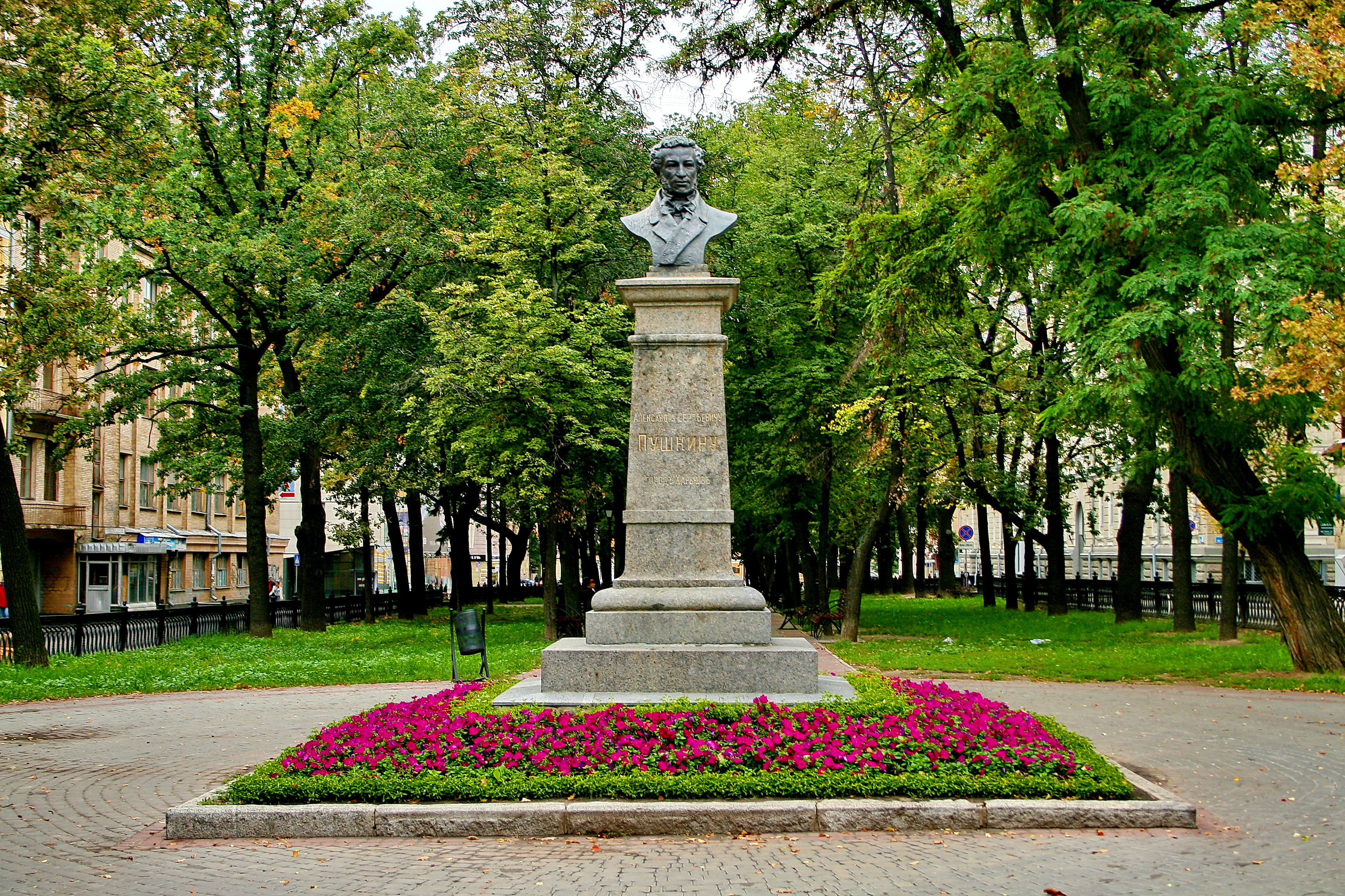
Vue du monument en septembre 2012.

Le buste de Pouchkine est un buste de bronze sur socle représentant l'homme de lettres russe Alexandre Pouchkine (1799-1837). Il se trouve place de la Poésie à Kharkiv, ville russophone de l'Ukraine orientale. Le buste a été installé en mai 1904, à l'époque où la ville faisait partie de l'Empire russe.

## Historique
Le centenaire de la naissance du poète, en 1899, est fêté avec éclat dans tout l'Empire russe. À Kharkiv, la rue allemande (улица Немецкая), en plein centre-ville, est rebaptisée rue Pouchkine en cette occasion. Des fonds sont levés pour ériger une statue dans la ville, mais ce n'est que cinq ans plus tard qu'elle est inaugurée par la municipalité, en mai 1904. Elle est installée en face du théâtre dramatique (qui reçoit aussi le nom de Pouchkine), au début du square du Théâtre (aujourd'hui place de la Poésie), faisant face à la rue Soumskaïa. L'auteur de la statue est le sculpteur Boris Edwards. En 1909, c'est au tour d'un buste de Nicolas Gogol, écrivain russe d'origine ukrainienne, du même sculpteur d'être érigé à la fin du square du Théâtre.
En 1935, lorsque le théâtre dramatique est renommé en théâtre Chevtchenko, le buste de Pouchkine est déplacé, afin de faire face à la rue Pouchkine, et le buste de Gogol prend sa place. Le buste de bronze demeure installé sur son socle reposant sur une colonne de granite.
Le poète se serait alors arrêté à Kharkiv en septembre 1829, de retour du Caucase. Il serait descendu chez ses amis Chtcherbynine.
Aujourd'hui, des lectures de poésies ont lieu autour de la statue lors des jours anniversaires de l'écrivain. Dans les années 2000, lorsque la langue russe était menacée en Ukraine d'interdiction dans l'enseignement, l'administration et la sphère publique, des manifestations en faveur du maintien du russe (parlé par une minorité importante de la population) avaient lieu devant ce buste.
Le buste est inscrit au Registre national des monuments d'Ukraine sous le numéro : 63-101-0672.

## Source de la traduction
- (ru) Cet article est partiellement ou en totalité issu de l’article de Wikipédia en russe intitulé « Памятник Пушкину (Харьков) » (voir la liste des auteurs).